# Quercus neopalmeri
Quercus neopalmeri är en bokväxtart som beskrevs av George Bishop Sudworth. Quercus neopalmeri ingår i släktet ekar, och familjen bokväxter. Inga underarter finns listade.